# False memorie
False memorie è un volume di fumetti dedicato alle avventure di Buffy Summers, la protagonista della serie televisiva Buffy l'ammazzavampiri.
Questo volume contiene i fumetti 35-38 della serie regolare pubblicata dalla Dark Horse Comics ed è ambientato nella quinta stagione televisiva, all'indomani dell'abbandono di Riley Finn avvenuto alla fine dell'episodio Ultimatum (Buffy 5x10). Compare per la prima volta nella serie fumettistica la figura di Dawn Summers, sorella minore di Buffy, curiosa, disobbediente e impaziente di assistere alle avventure della Cacciatrice. In linea con quanto visto nel telefilm, Dawn (e tutti i componenti della Scooby Gang) hanno ricordi modificati di vari eventi avvenuti in precedenza nella serie.
Questo volume non è mai stato pubblicato in Italia.

## Trama

### Ricorda le origini
- Testi: Tom Fassbender & Jim Pascoe
- Disegni: Cliff Richards
- Colori: Dave McCaig
- Inchiostro: Joe Pimentel & Will Conrad
- prima pubblicazione USA: Buffy #35 - Remember the beginning (luglio 2001)

Dawn cerca di essere coinvolta nella vita di Buffy: la segue senza permesso mentre la Cacciatrice va in pattuglia, partecipa con gli altri alle ricerche e ricorda a Buffy cosa è accaduto durante il suo incontro con il Maestro (anche se il ricordo che Dawn ha della scena è molto diverso da quello che abbiamo invece visto nell'episodio televisivo).

### Ricorda le bugie
- prima pubblicazione USA: Buffy #36 - Remember the lies (agosto 2001)

Ignorata da Buffy, Dawn si rivolge a Spike per avere conferma della scoperta che ha fatto su una Cacciatrice del passato mancante dai diari degli Osservatori. Il vampiro si diverte a raccontare storie alla ragazzina, ma deve poi vedersela con la sorella furibonda per la sua sparizione. Spike accenna anche a Buffy della cacciatrice scomparsa ma non vuole raccontare tutto. Persino Giles dimostra di non gradire questa scomoda verità e si rifiuta di raccontare a Buffy questo mistero.

### Ricorda la verità
- prima pubblicazione USA: Buffy #37 - Remember the truth (settembre 2001)

Una nuova minaccia grava su Sunnydale. Un nuovo vampiro, Yuki Makimura, progetta di far risorgere il Maestro. Buffy ancora non ne è consapevole: troppo occupata a gestire i ricordi modificati di Dawn e Willow. La loro versione, alterata dall'incantesimo dei monaci, del momento in cui Angel privato di anima tentò di uccidere le ragazze esaspera ancora di più Buffy, stanca ormai di dover continuare a proteggere il segreto su Dawn.

### Ricorda la fine
- prima pubblicazione USA: Buffy #38 - Remember the end (ottobre 2001)

Yuki Makimura mette in atto il suo piano e a farne le spese è Xander: il ragazzo deve lavorare a strani turni di notte per costruire il palazzo della vampira e viene poi catturato dai suoi seguaci per essere usato come "ricettacolo" corporeo per far resuscitare il Maestro. Buffy e tutti gli altri arrivano in ritardo per interrompere il rituale ma, con l'aiuto inaspettato di Dawn, Yuki e i suoi seguaci vengono sconfitti. La ragazzina è di nuovo pronta a scrivere altre avventure nel suo diario.